# ديلانو ستيوارت
ديلانو ستيوارت (بالإنجليزية: Delano Stewart)‏ هو فنان جامايكي، ولد في 5 يناير 1947 في كينغستون في جامايكا.